# Liste des conseillers administratifs de Versoix

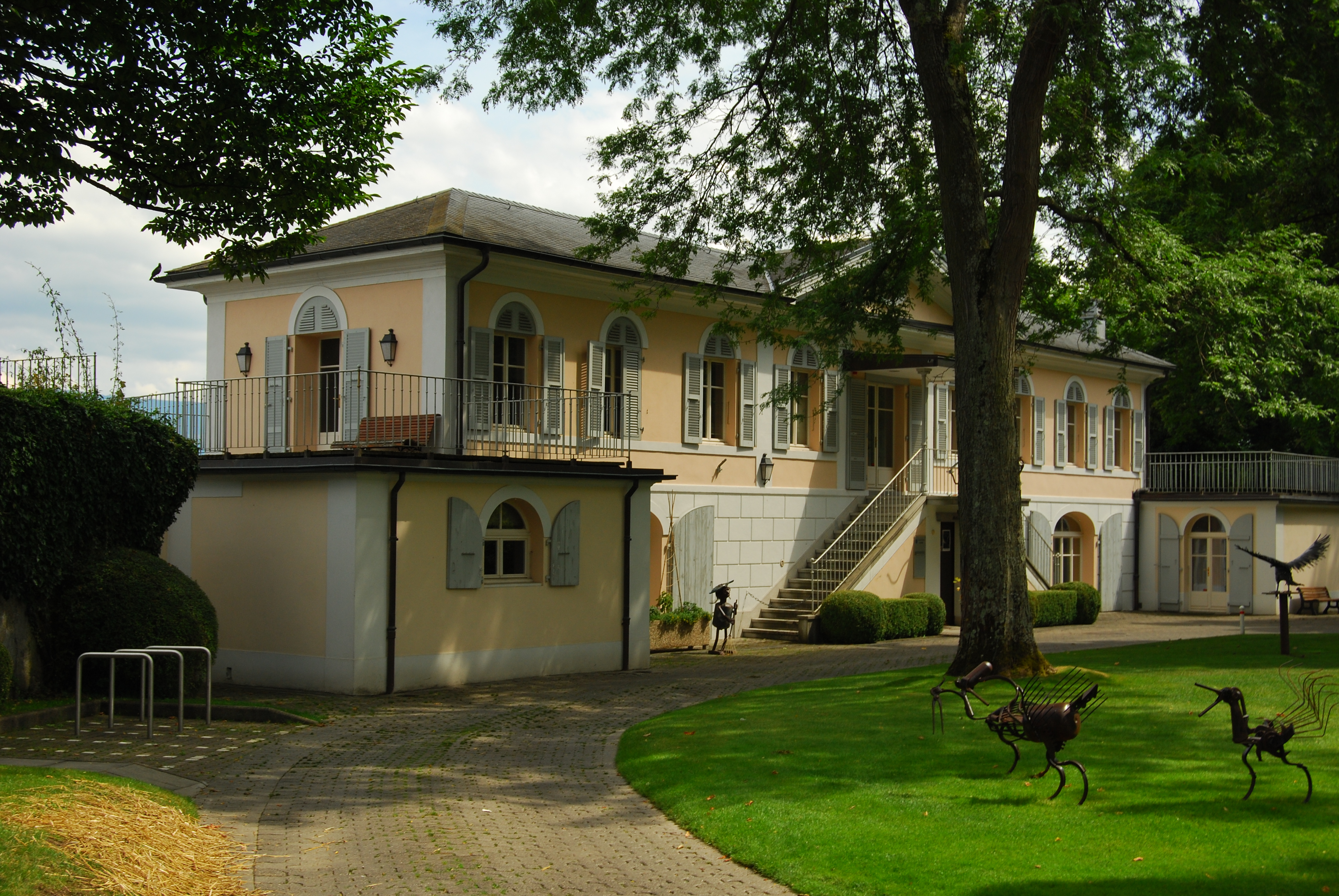
Mairie en juillet 2012.

Cette page présente la liste des conseillers administratifs de Versoix, commune du canton de Genève (Suisse).

## Histoire
Jusqu'en 1958 ou 1959, la commune compte moins de 3 000 habitants et n'élit donc pas de conseil administratif, mais uniquement un maire et deux adjoints. Les premières élections municipales où la commune compte officiellement plus de 3 000 habitants sont celles du 26 avril 1963.
| Période          | Période          | Identité                    | Étiquette | Étiquette   | Qualité |
| ---------------- | ---------------- | --------------------------- | --------- | ----------- | --- |
| 1816             | 1821             | Jean-Gaspard Megard         |           |             | |
| 1822             | 1823             | Adjoints Tissot et Vandelle |           |             | Intérim |
| 1824             | 1830             | Louis Sismond               |           |             | |
| 1831             | 1833             | Pierre Jean Bordier         |           |             | Député au Grand Conseil de 1847 à 1848 |
| 1833             | 1834             | Jean-Georges Mussard        |           |             | |
| 1834             | 1844             | Jean-Baptiste Vandelle      |           |             | Adjoint au maire de 1822 à 1834 |
| 1844             | 1847             | Pierre Jean Bordier         |           |             | Député au Grand Conseil de 1847 à 1848 |
| 1847             | 1850             | Jean-Marie Gay              |           |             | Député au Grand Conseil de 1848 à 1850 |
| 1850             | 1852             | Antoine Riondel             |           |             | Député au Grand Conseil de 1847 à 1854, 1856 à 1858 et de 1860 à 1862 |
| 1852             | 1854             | Louis Dubouchet             |           |             | |
| 1er juin 1854    | 31 mai 1862      | Antoine Riondel             |           |             | Député au Grand Conseil de 1847 à 1854, 1856 à 1858 et de 1860 à 1862 |
| 1er juin 1862    | 31 mai 1866      | Balthasar Berger            |           |             | Député au Grand Conseil de 1862 à 1864 |
| 1er juin 1866    | 31 mai 1874      | Jean-François Deshusses     |           | PRD         | Député au Grand Conseil de 1860 à 1862, 1874 à 1878 et de 1880 à 1892 |
| 1er juin 1874    | 31 mai 1878      | Joseph Riondel              |           | Indépendant | Député au Grand Conseil de 1905 à 1912 |
| 1er juin 1878    | novembre 1892    | Jean-François Deshusses     |           | PRD         | Député au Grand Conseil de 1860 à 1862, 1874 à 1878 et de 1880 à 1892 |
| novembre 1892    | 19 novembre 1897 | Charles David               |           |             | |
| 19 novembre 1897 | 31 mai 1906      | Louis Dégailler             |           |             | |
| 1er juin 1906    | 31 mai 1910      | César Courvoisier           |           | L           | Adjoint au maire de 1898 à 1906 Député au Grand Conseil de 1901 à 1919 |
| 1er juin 1910    | 7 février 1920   | Marc-Ernest Peter           |           | PRD         | Conseiller national de 1911 à 1919 Député au Grand Conseil de 1910 à 1911 puis de 1915 à 1919 Président du Grand Conseil de 1915 à 1919 Ministre de Suisse à Washington de 1920 à 1939 Délégué du CICR aux États-Unis de 1941 à 1946 |
| 7 février 1920   | 31 mai 1927      | Pierre Bordier              |           |             | Adjoint au maire de 1910 à 1918 |
| 1er juin 1927    | 31 mai 1945      | Charles Ramseyer            |           | PRD         | Adjoint au maire de 1922 à 1927 |
| 1er juin 1945    | 29 juin 1946     | Armand Würst                |           | PS          | Député au Grand Conseil de 1930 à 1933 |
| 29 juin 1946     | 31 mai 1963      | Emil Bölsterli              |           | PRD         | Maire en 1946-1963 et 1964-1965 |

| Période         | Période          | Identité              | Étiquette | Étiquette         | Qualité |
| --------------- | ---------------- | --------------------- | --------- | ----------------- | --- |
| 1er juin 1963   | 28 janvier 1965  | Henri Ramseyer        |           | PRD               | Adjoint au maire de 1959 à 1963 Maire en 1963-1964 |
| 1er juin 1963   | 31 mai 1967      | Emil Bölsterli        |           | PRD               | Maire en 1946-1963 et 1964-1965 |
| 1er juin 1963   | 31 mai 1971      | Lucien Piccot         |           | PCS               | Adjoint au maire de 1953 à 1963 Maire en 1965-1966, 1967-1968 et 1970-1971 Député au Grand Conseil de 1969 à 1981                                                                         |
| 14 mars 1965    | 31 mai 1971      | Nöel Genequand        |           | PLS               | Maire en 1966-1967 et 1969-1970 (accède au Conseil administratif en remplacement d'Henri Ramseyer, décédé le 28 janvier 1965)                                                             |
| 1er juin 1967   | 31 mai 1979      | René Courtois         |           | PRD               | Maire en 1968-1969, 1971-1972, 1974-1975, 1976-1977 et 1978-1979 |
| 1er juin 1971   | 31 mai 1975      | François Chevallier   |           | PLS               | Maire en 1972-1973 |
| 1er juin 1971   | 31 mai 1987      | Pierre Wicht          |           | PDC               | Maire en 1973-1974, 1975-1976, 1981-1982 et 1985-1986 Président de l'Association des communes genevoises de 1978 à 1983                                                                   |
| 1er juin 1975   | 31 mai 1987      | Claude Ferrero        |           | PLS               | Député au Grand Conseil de 1961 à 1977 Maire en 1977-1978, 1980-1981 et 1983-1984 |
| 1er juin 1979   | 18 novembre 1993 | Gérard Ramseyer       |           | PRD               | Maire en 1982-1983, 1984-1985, 1986-1987, 1987-1988, 1990-1991 et 1992-1993 Député au Grand Conseil de 1989 à 1993 Conseiller d'État de 1993 à 2001                                       |
| 1er juin 1987   | 31 mai 1991      | Georges-Henri Jauslin |           | PS                | Maire en 1988-1989 Premier socialiste à entrer au Conseil administratif |
| 1er juin 1987   | 31 mai 1999      | Pierre-Marie Salamin  |           | PDC               | Maire en 1989-1990, 1991-1992, 1995-1996 et 1997-1998 |
| 1er juin 1991   | 31 mai 2003      | René Schneckenburger  |           | PLS               | Maire en 1993-1994, 1998-1999 et 2001-2002 |
| 16 février 1994 | 31 mai 1995      | Samuel May            |           | PRD               | Maire en 1994-1995 (accède au Conseil administratif en remplacement de Gérard Ramseyer, élu au Conseil d'État)                                                                            |
| 1er juin 1995   | 31 mai 2003      | Alain Rességuier      |           | PRD               | Maire en 1996-1997, 1999-2000 et 2002-2003 |
| 1er juin 1999   | 31 mai 2007      | Véronique Schmied     |           | PDC               | Maire en 2000-2001, 2003-2004 et 2005-2006 Première femme à entrer au Conseil administratif Députée au Grand Conseil de 2005 à 2007                                                       |
| 1er juin 2003   | 31 mai 2007      | Jacques Fritz         |           | PLS               | Maire en 2004-2005 Député au Grand Conseil de janvier 2001 à novembre 2005 |
| 1er juin 2003   | 31 mai 2020      | Patrick Malek-Asghar  |           | PLR               | Maire en 2006-2007, 2007-2008, 2010-2011, 2013-2014, 2015-2016 et 2018-2019 Président du Parti radical genevois (2010-2011) Député suppléant au Grand Conseil en 2015-2018 et depuis 2019 |
| 1er juin 2007   | 31 mai 2015      | Claude Genecand       |           | PLR               | Maire en 2009-2010 et 2012-2013 |
| 1er juin 2007   | 31 mai 2025      | Cédric Lambert        |           | Le Centre         | Maire en 2008-2009, 2011-2012, 2014-2015, 2017-2018, 2019-2020, 2020-2021 et 2023-2024.                                                                                                   |
| 1er juin 2015   | 31 mai 2025      | Ornella Enhas         |           | PS                | Maire en 2016-2017 et en 2022-2023 |
| 1er juin 2020   | en cours         | Jolanka Tchamkerten   |           | Les Verts         | Première écologiste à entrer au Conseil administratif Maire en 2021-2022 et depuis le 1er juin 2024                                                                                       |
| 1er juin 2025   | en cours         | Julien Marquis        |           | PLR               | |
| 1er juin 2025   | en cours         | Jean-Marc Leiser      |           | Versoix Autrement | |

### Statistiques
| Partis | Partis            | Nombre |
| ------ | ----------------- | ------ |
|        | PRD               | 7      |
|        | PLS               | 6      |
|        | PDC               | 5      |
|        | PLR               | 3      |
|        | PSS               | 2      |
|        | Les Verts         | 1      |
|        | Versoix Autrement | 1      |

| Partis | Partis    | Nom                 |
| ------ | --------- | ------------------- |
|        | Les Verts | Jolanka Tchamkerten |
|        | PS        | Ornella Enhas       |
|        | PDC       | Véronique Schmied   |

| Rang | Nom                  | Partis | Partis    | En années                  | Dates       |
| ---- | -------------------- | ------ | --------- | -------------------------- | ----------- |
| 1    | Cédric Lambert       |        | Le Centre | 18 ans                     | 2007 - 2025 |
| 2    | Patrick Malek-Asghar |        | PLR       | 17 ans                     | 2003 - 2020 |
| 3    | Pierre Wicht         |        | PDC       | 16 ans                     | 1971 - 1987 |
| 4    | Gérard Ramseyer      |        | PRD       | 14 ans, 5 mois et 17 jours | 1979 - 1993 |
| 5    | René Courtois        |        | PRD       | 12 ans                     | 1967-1979   |
| 5    | Claude Ferrero       |        | PLS       | 12 ans                     | 1975-1987   |
| 5    | Pierre-Marie Salamin |        | PDC       | 12 ans                     | 1987-1999   |
| 5    | René Schneckenburger |        | PLS       | 12 ans                     | 1991-2003   |

| Rang | Nom                   | Partis | Partis | En années                | Dates       |
| ---- | --------------------- | ------ | ------ | ------------------------ | ----------- |
| 1    | Samuel May            |        | PRD    | 1 an, 3 mois et 15 jours | 1994 - 1995 |
| 2    | Henri Ramseyer        |        | PRD    | 1 an, 7 mois et 27 jours | 1963 - 1965 |
| 3    | Emil Bölsterli        |        | PRD    | 4 ans                    | 1963-1967   |
| 3    | François Chevallier   |        | PLS    | 4 ans                    | 1971-1975   |
| 3    | Georges-Henri Jauslin |        | PS     | 4 ans                    | 1987-1991   |
| 3    | Jacques Fritz         |        | PLS    | 4 ans                    | 2003-2007   |